# Валежна сянка
Валежна сянка представлява намаляване на количествата на валежа по подветрената страна на орографско препятствие в сравнение с наветрената страна. Тя се предизвиква от низходящото движение на въздушния поток, който е с намалено влагосъдържание след изваляването по наветрения склон.

## Описание
Това състояние съществува, поради факта че топлият и влажен въздух се издига към върха на планинските масиви. Докато атмосферното налягане намалява с повишаването на височината, въздухът се разширява и се охлажда адиабатно до момента, в който въздухът достига своята адиабатна точка на оросяване (която е различна от точката на оросяване при постоянно налягане). При адиабатната точка на оросяване влагата кондензира върху планината и завалява на върха и наветрената страна на планината. Въздухът се спуска към подветрената страна, но вече загубил повечето от влагата си, вследствие на преваляването. Обикновено спускащият се въздух също се затопля, поради адиабатната компресия, което увеличава количеството влага, която може да се абсорбира, формирайки суха зона.

## Региони със значителна валежна сянка
Съществуват редовни ветрове, разположени в ивици около земния екватор. Между 30° с.ш. и 30° ю.ш. е зоната на пасатите, където обикновено вятърът духа от североизток в северното полукълбо и от югоизток в южното полукълбо. Западни ветрове преобладават в ширините между 30 и 60°, като те духат от югозапад в северното полукълбо и от северозапад в южното полукълбо.
Примери за валежна сянка:

### Европа
- Пенинските планини и Шотландските планини във Великобритания създават валежна сянка, която обхваща повечето от източното Обединено Кралство. Поради нейното наличие, в Манчестър и Глазгоу средните годишни валежи са около двойно повече, отколкото в Шефийлд и Единбург
- Кантабрийските планини оформят рязка граница между „Зелена Испания“ на север и сухото централно плато. Северните склонове получават обилни валежи от Бискайския залив, а южните склонове остават във валежна сянка. Алмерия, Мурсия и Аликанте са едни от най-сухите зони в Европа.
- Някои долини във вътрешните Алпи също попадат във валежна сянка от заобикалящите ги високи върхове: Гап и Бриансон във Франция, Цернец в Швейцария.
- Регионът Пиемонт в Италия попада във валежна сянка на заобикалящите го планини. Град Асти е едно от най-сухите места в Италия.
- Долината на река Вардар и южно от Скопие до Атина попада във валежна сянка на Проклетия и Пинд.
- Скандинавските планини създават валежна сянка в зоните източно от хребета и ограничават океанския климат да проникне на изток.

#### България
В България валежна сянка се наблюдава по южните склонове на Стара планина и Задбалканските котловини. В станция Габрово средногодишната сума на валежите е 875 mm, а в станция Казанлък – 589 mm. В западната част на Горнотракийската низина допълнително влияние оказва Средна гора. В станция Пазарджик сумата на средногодишните валежи е 548 мм. Южните Карпати са причина за образуване на валежна сянка в северните части на Дунавската равнина.

### Азия
- Върховете на Кавказ на запад и Хиндукуш и Памир на изток образуват валежна сянка над Каракум и Къзълкум, източно от Каспийско море, както и над Казахската степ.
- Билото на планина Ливан образува валежна сянка над северните части на долината Бекаа и планината Антиливан.
- Мъртво море и Юдейската пустиня са дъждовно засенчени от Юдейските планини.
- Пустинята Дащ е Лут в Иран попада във валежната сянка на Елбрус и Заброс.
- Полусухото Анадолско плато в Турция попада във валежната сянка на Понт и Тавър.
- Хималаите и съседните им хребети допринасят за сухите условия в Централна Азия, включително пустинята Гоби в Монголия, както и монголската и китайската степ.
- Пустинята Ордос попада във валежна сянка на хребети, сред които Иншан, които се свързват в южния край на Голям Хинган.
- Пустинята Тар е във валежната сянка на планините Аравали от югозапад и Хималаите от североизток.
- Източните склонове на Западните Гхати в платото Декан.
- Централните части на Мианмар попадат във валежната сянка на планините Аракан Йома.

### Южна Америка
- Атакама в Чили е най-сухата неполярна пустиня на Земята, защото е ограничена от влага от две страни – Андите от изток и Тихия океан от запад, със своите студени води и високо атмосферно налягане.
- Източна Патагония и Куйо попадат във валежната сянка на Андите, които възпират преобладаващите западни ветрове. Резултатът е Патагонска пустиня.
- Полуостров Гуахира в Северна Колумбия е във валежната сянка на хребета Сиера Невада де Санта Марта и въпреки че попада в тропична зона, е почти пустинен.

### Северна Америка
- Пустинните райони в САЩ и Мексико, включващи сухите зони на изток от Каскадите в Орегон и Вашингтон и Големият басейн, които покриват почти цяла Невада и части от Юта попадат във валежната сянка. Каскадите също хвърлят валежна сянка над източните части на Вашингтон и долини в Британска Колумбия, Канада.
- Хавайските вулкани едновременно предизвикват големи валежи и хвърлят валежна сянка.
- Сан Хосе, Калифорния и съседните му градове обикновено са по-сухи от останалата част на района на Санфранциския залив, поради валежна сянка, породена от най-високата част на планината Санта Круз.
- Долината на смъртта, разположена зад Тихоокеанския брегови хребет и зад хребета Сиера Невада е най-сухото място в Северна Америка. Това се дължи и на отрицателната ѝ надморска височина, която предизвиква високо атмосферно налягане и сухи условия.
- На островите Испаньола, Куба и Ямайка югозападните краища попадат във валежната сянка на пасатите.

### Африка
- Ветрената източна страна на остров Мадагаскар е влажна и тропична, докато западната лежи във валежна сянка на централните възвишения. Същото важи и за остров Реюнион.
- В Западен Кейп сухият регион Кару лежи във валежна сянка на Капските планини.
- Пустинята Сахара допълнително се изсушава от дъждовните сенки на два големи хребета: Атласките планини, които покриват Средиземноморието на северозапад и Етиопското плато на Сомалийския полуостров на югоизток.
- Пустинните региони в на Сомалийския полуостров (Етиопия, Еритрея, Сомалия и Джибути), като например пустинята Данакил, също са повлияни от валежната сянка на Етиопското плато.

### Океания
- На Южния остров на Нова Зеландия Южните Алпи спират влагата, идваща от Тасмановото море.
- Части от Нов Южен Уелс и Виктория в Австралия попадат във валежна сянка на Снежните планини.